# El Berrueco
El Berrueco – miejscowość w Hiszpanii we wspólnocie autonomicznej Madryt, u podnóża gór Sierra de Guadarrama. W El Berrueco znajduje się szkoła i publiczne przedszkole. 

## Atrakcje turystyczne
- Kościół św. Tomasza Apostoła
- Kaplica Najświętszej Marii Panny
- Pręgierz stojący przed ratuszem
- Muzeum kamieniołomów